# Gastón Lodico
Gastón Andrés Lodico (Avellaneda, Argentina; 28 de mayo de 1998), popularmente conocido como El Gato, es un futbolista argentino. Juega como volante ofensivo y su equipo actual es Instituto de Córdoba, de la Primera División de Argentina.
Sus tíos Carlos y José Lodico fueron parte del plantel de Lanús que ascendió en 1976.

## Carrera

### Divisiones inferiores
En su niñez, dio sus primeros pasos en el fútbol infantil en el Club Atlético Pampero de Lanús oeste. Más tarde, continuó su trayectoria jugando en Racing antes de llegar al equipo de Lanús donde continuaría su formación hasta llegar al primer equipo.

### Lanús
Hizo su debut el 28 de enero de 2018 en el empate contra el Club Atlético Patronato. Posteriormente, el 21 de marzo de 2018, anotó su primer gol vistiendo la camiseta de Lanús en el partido contra San Martín de San Juan, correspondiente a la fecha 24 de la Superliga Argentina. Durante su tiempo en el equipo, logró ser campeón en dos ocasiones y llegó a la final de la Copa Libertadores en 2017, aunque perdió la serie frente a Grêmio.

### Ferencváros
El 7 de enero de 2020, se incorpora al Ferencváros de Budapest en Hungría mediante un préstamo inicial de un año y medio, con la posibilidad de compra por cerca de 1,5 millones de dólares. Durante su tiempo en el equipo, participó en 4 encuentros, anotando 1 gol. El «Gato» logró su primer título en esta etapa, consagrándose campeón tras vencer 2-0 a Honvéd como visitante, contribuyendo así a la 31ª victoria en su carrera en el fútbol húngaro.

### Aldosivi
Después de su experiencia en Europa, en 2021 retornó a Argentina, esta vez siendo cedido nuevamente a préstamo al Aldosivi. Su entrenador, Fernando Gago, expresó específicamente su deseo de contar con él en el equipo. En el club, Lodico se destacó como una figura clave, ocupando la posición de titular en la mayoría de los encuentros del campeonato, participando en 30 partidos y logrando anotar en 4 ocasiones.

### O'Higgins
El 15 de febrero de 2022, el Club Deportivo O'Higgins de la Primera División de Chile confirmó, a través de un comunicado en su sitio web, la incorporación de Lodico en calidad de préstamo desde Lanús durante toda la temporada 2022. Su debut con el equipo de Rancagua ocurrió el 18 de febrero de 2022, durante la tercera fecha del Campeonato Nacional 2022, cuando O'Higgins empató 1-1 contra Huachipato en el Estadio El Teniente. En ese encuentro, Lodico ingresó a los 61 minutos en sustitución de Diego Fernández.

### Instituto
Fue cedido a préstamo por Lanús, dueño de su carta pase, al Instituto Atlético Central Córdoba el 13 de enero de 2023. El acuerdo entre los clubes es por un año, con opción de compra.

## Estadísticas

### Clubes
Actualizado hasta su último partido disputado el 13 de abril de 2025.
| Club                         | Div.          | Temporada     | Liga  | Liga  | Liga   | Copas nacionales | Copas nacionales | Copas nacionales | Torneos internacionales | Torneos internacionales | Torneos internacionales | Total | Total | Total  |
| Club                         | Div.          | Temporada     | Part. | Goles | Asist. | Part.            | Goles            | Asist.           | Part.                   | Goles                   | Asist.                  | Part. | Goles | Asist. |
| ---------------------------- | ------------- | ------------- | ----- | ----- | ------ | ---------------- | ---------------- | ---------------- | ----------------------- | ----------------------- | ----------------------- | ----- | ----- | ------ |
| C. A. Lanús Argentina        | 1.ª           | 2017-18       | 14    | 1     | 1      | —                | —                | —                | 2                       | 0                       | 2                       | 16    | 1     | 3      |
| C. A. Lanús Argentina        | 1.ª           | 2018-19       | 14    | 1     | 0      | 5                | 0                | 0                | —                       | —                       | —                       | 19    | 1     | 0      |
| C. A. Lanús Argentina        | 1.ª           | 2019-20       | 4     | 0     | 0      | —                | —                | —                | —                       | —                       | —                       | 4     | 0     | 0      |
| C. A. Lanús Argentina        | 1.ª           | 2020-21       | —     | —     | —      | 4                | 1                | 0                | 1                       | 0                       | 0                       | 5     | 1     | 0      |
| C. A. Lanús Argentina        | Total club    | Total club    | 32    | 2     | 1      | 9                | 1                | 0                | 3                       | 0                       | 2                       | 44    | 3     | 3      |
| Ferencváros T. C. · Hungría  | 1.ª           | 2019-20       | 5     | 0     | 0      | —                | —                | —                | —                       | —                       | —                       | 5     | 0     | 0      |
| Ferencváros T. C. · Hungría  | Total club    | Total club    | 5     | 0     | 0      | 0                | 0                | 0                | 0                       | 0                       | 0                       | 5     | 0     | 0      |
| C. A. Aldosivi Argentina     | 1.ª           | 2021          | 21    | 4     | 0      | 9                | 0                | 0                | —                       | —                       | —                       | 30    | 4     | 0      |
| C. A. Aldosivi Argentina     | Total club    | Total club    | 21    | 4     | 0      | 9                | 0                | 0                | 0                       | 0                       | 0                       | 30    | 4     | 0      |
| C. D. O'Higgins · Chile      | 1.ª           | 2022          | 26    | 1     | 3      | 3                | 0                | 0                | —                       | —                       | —                       | 29    | 1     | 3      |
| C. D. O'Higgins · Chile      | Total club    | Total club    | 26    | 1     | 3      | 3                | 0                | 0                | 0                       | 0                       | 0                       | 29    | 1     | 3      |
| Instituto A. C. C. Argentina | 1.ª           | 2023          | 27    | 1     | 2      | 16               | 0                | 4                | —                       | —                       | —                       | 43    | 1     | 6      |
| Instituto A. C. C. Argentina | 1.ª           | 2024          | 27    | 1     | 6      | 15               | 0                | 5                | —                       | —                       | —                       | 42    | 1     | 11     |
| Instituto A. C. C. Argentina | 1.ª           | 2025          | 12    | 3     | 1      | 1                | 0                | 0                | —                       | —                       | —                       | 13    | 3     | 1      |
| Instituto A. C. C. Argentina | Total club    | Total club    | 66    | 5     | 9      | 32               | 0                | 9                | 0                       | 0                       | 0                       | 98    | 5     | 18     |
| Total carrera                | Total carrera | Total carrera | 150   | 12    | 13     | 53               | 1                | 9                | 3                       | 0                       | 2                       | 206   | 13    | 24     |
| 1. 2.                        |               |               |       |       |        |                  |                  |                  |                         |                         |                         |       |       |        |

## Palmarés

### Títulos nacionales
| Título              | Club               | País    | Año     |
| ------------------- | ------------------ | ------- | ------- |
| Nemzeti Bajnokság I | Ferencvárosi T. C. | Hungría | 2019-20 |